# 5 marzo
Il 5 marzo è il 64º giorno del calendario gregoriano (il 65º negli anni bisestili). Mancano 301 giorni alla fine dell'anno.

## Eventi
- 1570 - Cosimo I riceve ufficialmente dal papa il titolo di Granduca di Toscana[senza fonte]
- 1689 - Daniel Finch, VII conte di Winchilsea viene nominato Segretario di stato per il Dipartimento del Nord.[senza fonte]
- 1766 - Antonio de Ulloa, primo governatore spagnolo della Louisiana, arriva a New Orleans.[senza fonte]
- 1770 - Massacro di Boston: cinque americani, compreso Crispus Attucks, vengono uccisi da truppe britanniche in un episodio che aiuterà a dare il via alla guerra d'indipendenza americana cinque anni dopo.[1]
- 1793 - Le truppe francesi vengono sconfitte dagli austriaci che ricatturano Liegi.[senza fonte]
- 1821 – James Monroe viene insediato per il suo secondo mandato come presidente degli Stati Uniti.[2]
- 1824 - Prima guerra anglo-birmana: I britannici dichiarano ufficialmente guerra alla Birmania.[senza fonte]
- 1829 - Muore a Pitcairn John Adams, noto anche come John Smith: era l'ultimo degli "ammutinati del Bounty" ancora in vita.
- 1836 - Samuel Colt fabbrica il primo modello di revolver destinato alla produzione.[senza fonte]
- 1842 - Oltre 500 soldati messicani guidati da Rafael Vasquez invadono il Texas, occupando brevemente San Antonio e tornando quindi verso il Río Grande. Questa è la prima invasione dalla Rivoluzione Texana.[senza fonte]
- 1848 - Louis Antoine Garnier-Pages viene nominato Ministro delle Finanze di Francia.[senza fonte]
- 1849 - Zachary Taylor diventa il 12º presidente degli Stati Uniti.[3]
- 1860 – Parma, Toscana, Modena e la Romagna votano in un referendum per unirsi al Regno di Sardegna.[senza fonte]
- 1868 - Una corte per l'impeachment viene organizzata nel Senato degli Stati Uniti per ascoltare le accuse contro il presidente Andrew Johnson.[senza fonte]
- 1872 - George Westinghouse brevetta il freno ad aria.[senza fonte]
- 1876 – Nel pomeriggio esce il primo numero del quotidiano Corriere della Sera.[4]
- 1877 – Al Teatro alla Scala di Milano prima dell'opera lirica Mefistofele di Arrigo Boito: fu un clamoroso fiasco.[senza fonte]
- 1904 - Nikola Tesla, in Electrical World and Engineer, descrive il processo di formazione del fulmine globulare.[senza fonte]
- 1905 - Le truppe russe iniziano la ritirata da Mukden, in Manciuria, dopo aver perso 100.000 uomini in tre giorni.[senza fonte]
- 1907 - La seconda Duma apre a San Pietroburgo,[5] e 40.000 dimostranti vengono dispersi dall'esercito russo.[senza fonte]
- 1912 – L'esercito italiano è il primo ad usare i dirigibili per scopi militari, utilizzandoli per ricognizione ad ovest di Tripoli, dietro le linee turche, durante la guerra italo-turca.
- 1915 - Prima guerra mondiale: L'LZ 33, uno Zeppelin, viene danneggiato dal fuoco nemico durante una missione di pattugliamento, atterrerà a sud di Ostenda.[senza fonte]
- 1916 - Viene fondata la squadra di calcio spagnola del Real Club Deportivo Mallorca.[senza fonte]
- 1918 - L'Unione Sovietica sposta la capitale da Pietrogrado a Mosca.[6]
- 1924 - Shefqet Vërlaci diventa primo ministro dell'Albania.[senza fonte]
- 1931 - Daniel Salamanca viene nominato presidente di Bolivia.[senza fonte]
- 1933
  - Grande depressione: il presidente statunitense Franklin D. Roosevelt dichiara la bank holiday, chiudendo tutte le banche degli Stati Uniti e congelando tutte le transazioni finanziarie.[7]
  - In Germania, i nazisti ottengono il 44% dei voti alle elezioni parlamentari.[senza fonte]
- 1936 – A Planica, in Slovenia (Regno di Jugoslavia), Sepp Bradl è il primo uomo a superare i 100 metri nel salto con gli sci.
- 1936 – Primo volo del caccia Spitfire Type 300.
- 1940 – Stalin e altri membri del Politburo sovietico firmano l'ordine per l'esecuzione di 25.700 polacchi, tra cui 14.700 prigionieri di guerra.[8] L'episodio è noto come il Massacro di Katyn'.
- 1943 – Scioperi antifascisti: Torino h 10: inizia nell'officina 19 lo sciopero degli operai della Fiat Mirafiori. In pochi giorni centomila lavoratori incrociano le braccia: è la prima grande ribellione operaia che si estenderà presto in tutte le fabbriche del Nord.
- 1946 – Winston Churchill nomina per la prima volta la Cortina di ferro nel suo discorso al Westminster College di Fulton, nel Missouri. Questo episodio è spesso considerato come l'inizio della guerra fredda.[7]
- 1953 - Iosif Stalin muore a Mosca a seguito di un attacco cerebrale.[7]
- 1953 - Sergej Sergeevič Prokof'ev muore a Mosca a seguito di un'emorragia cerebrale.
- 1955 - Il presidente lituano, Antanas Merkys muore, dopo essere stato imprigionato e deportato a Saratov, in Unione Sovietica.[senza fonte]
- 1958 – Fallisce il lancio della sonda spaziale Explorer 2, parte del Programma Explorer.
- 1960 - Elvis Presley viene congedato dall'esercito degli Stati Uniti.[9]
- 1970
  - Entra in vigore un Trattato di non proliferazione nucleare, ratificato da 43 nazioni.
  - Atomi di Dubnio vengono individuati con certezza per la prima volta.
- 1973 - Donald DeFreeze, futuro capo dell'Esercito di Liberazione Simbionese, evade dalla Prigione di Vacaville[senza fonte]
- 1974 - Guerra del Kippur: le truppe israeliane si ritirano dalla riva ovest del Canale di Suez.[senza fonte]
- 1976 - Seymour Cray presenta il primo supercomputer Cray: il Cray-1[senza fonte]
- 1978 - Viene lanciato il satellite Landsat 3.[10]
- 1979
  - Strumenti di rilevazione captano una esplosione di raggi gamma originatasi dalla Grande Nube di Magellano, portando alla scoperta dei soft gamma repeater.[senza fonte]
  - La Voyager 1 sorvola Giove.
- 1981 - Il cannibale Alfred Packer viene graziato dopo morto.[senza fonte]
- 1982
  - A Roma, durante una sparatoia tra polizia e terroristi neofascisti dei NAR, viene ucciso lo studente diciassettenne Alessandro Caravillani di passaggio mentre si recava a scuola
  - Venera 14, un satellite artificiale sovietico, arriva sul pianeta Venere.
- 1988 - La costituzione delle Isole Turks e Caicos viene ripristinata e rivista.
- 1991 - L'Iraq rilascia tutti i prigionieri della guerra del Golfo.[7]
- 1993 - Il velocista canadese Ben Johnson viene squalificato a vita dalle competizioni internazionali dopo essere risultato positivo al doping per la seconda volta.[11]
- 1998 - La NASA annuncia che la sonda Clementine in orbita attorno alla Luna, ha trovato abbastanza acqua nei crateri polari da poter sostenere una colonia umana e una stazione di rifornimento per i razzi.[12] Annuncia inoltre la scelta del tenente colonnello Eileen Collins come prima donna comandante di una missione dello Space Shuttle.[13]
- 2001 - 35 pellegrini musulmani restano uccisi schiacciati dalla calca durante l'annuale pellegrinaggio dell'Hajj.[14]
- 2003 - Nature ritira diversi lavori come conseguenza dello scandalo Jan Hendrik Schön.[15]
- 2021 – Esce nelle sale cinematografiche statunitensi il film Raya e l'ultimo drago, 59º Classico Disney; è il primo film animato Disney a uscire in contemporanea al cinema e via streaming sul portale Disney+

## Nati
Ci sono circa 1 370 voci su persone nate il 5 marzo; vedi la pagina Nati il 5 marzo per un elenco descrittivo o la categoria Nati il 5 marzo per un indice alfabetico.

## Morti
Ci sono circa 530 voci su persone morte il 5 marzo; vedi la pagina Morti il 5 marzo per un elenco descrittivo o la categoria Morti il 5 marzo per un indice alfabetico.

## Feste e ricorrenze

### Civili
- 2023 - Giornata Internazionale di Sensibilizzazione al Disarmo e alla non Proliferazione [16][17]

### Religiose
Cristianesimo:
- Sant'Adriano di Cesarea, martire
- San Ciarán di Saighir (o Seir-Kieran) detto "il Vecchio", primo santo irlandese
- San Cono il taumaturgo, martire in Isauria
- San Conone l'ortolano, martire in Panfilia
- San Foca di Sinope (l'ortolano), martire
- San Gerasimo, abate
- San Gerasimo di San Lorenzo, religioso
- San Giovan Giuseppe della Croce, francescano alcantarino
- San Lucio I, papa
- San Pirano di Cornovaglia, abate irlandese, patrono dei minatori estrattori di stagno
- San Teofilo di Cesarea in Palestina, vescovo
- San Virgilio di Arles, vescovo
- Beato Cristoforo Macassoli da Milano, francescano
- Beato Geremia da Valacchia (Giovanni Kostistik), religioso
- Beata Giovanna Irrizaldi, vergine mercedaria
- Beato Guglielmo Giraldi, mercedario
- Beato Lazzaro Shantoja, sacerdote e martire

Ebraismo:
- 2004 – Purim

Religione romana antica e moderna:
- Navigium Isidi